# ジェフリー・ローレンス (初代オークシー男爵)

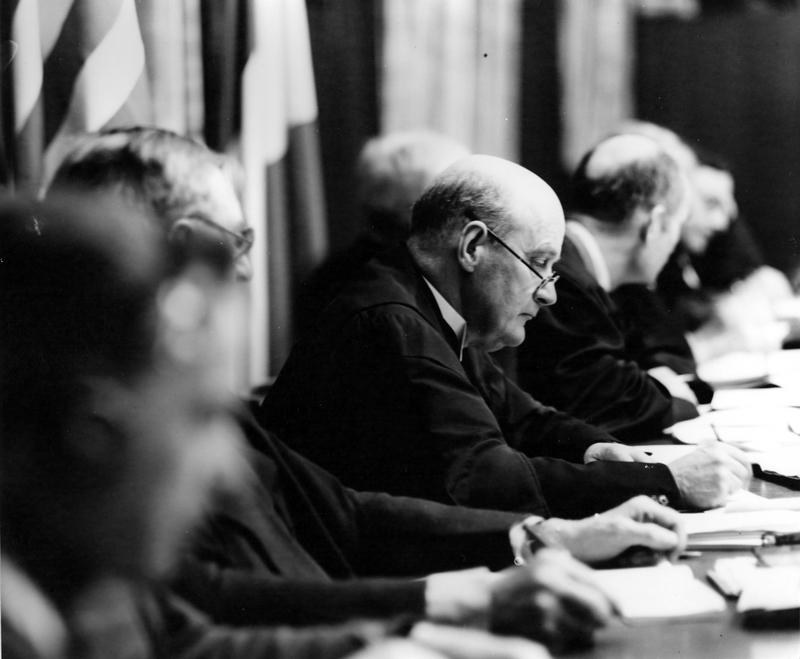
ニュルンベルク裁判の際のジェフリー・ローレンス。

第3代トレヴェシン男爵・初代オークシー男爵ジェフリー・ローレンス（英: Geoffrey Lawrence, 3rd Baron Trevethin, 1st Baron Oaksey, DSO, TD, QC, PC、1880年12月2日 - 1971年8月28日）は、イギリスの法律家、貴族。
ニュルンベルク裁判の裁判長を務めたことで知られる。

## 経歴

### ニュルンベルク裁判まで
1880年12月2日、イングランド及びウェールズ首席判事を務めた初代トレヴェシン男爵アルフレッド・ローレンスとその妻ジェシーの間の三男として生まれる。
パブリックスクールのヘイリーベリー・カレッジを経てオックスフォード大学ニュー・カレッジで学ぶ。1901年にバチェラー・オブ・アーツ、1906年にマスター・オブ・アーツの学位を取得。インナー・テンプルでも学び、1906年に法廷弁護士資格を取得している。
第一次世界大戦に従軍し、二度殊勲者公式報告書に名前が載る勇戦をした。
1920年から1926年までハートフォードシャー・ヨーマンリー旅団の司令官を務める。1922年から1932年までジョッキークラブの法律顧問を務める。1924年にはウィルトシャーの治安判事(JP)に就任。1924年から1928年までオックスフォードシャーの刑事法院臨時裁判官を務める。1925年には勅選弁護士に選出される。1928年から1932年まで皇太子殿下法務総裁(Attorney-General to HRH The Prince of Wales)とコーンウォール公領会議議員を務める。1931年にはオックスフォード巡回裁判官となり、1932年にはナイトに叙されるとともにインナーテンプル幹部員となる。
1932年から1944年まで高等法院王座部裁判官を務めたのち、同年に枢密顧問官(PC)となる。1944年から1947年にかけては控訴院裁判官を務める。

### ニュルンベルク裁判裁判長
ヨーロッパでの戦争が終わった後、米英ソ首脳はゲーリング以下ドイツ政府幹部らを戦犯として裁判にかけることを決定。事後法「ロンドン憲章」が制定され、ニュルンベルク裁判が開廷されることになった。イギリスの首席判事はローレンスに決まった。
1945年10月に連合国四国の裁判官が初めて顔合わせし、裁判長選出が行われた。英米仏三カ国の支持を受けてローレンスが裁判長に選出された。アメリカ首席検事ロバート・ジャクソンがアメリカ首席判事フランシス・ビドルにローレンスを支持するよう求めていたことが大きかった。ジャクソンの考えでは、アメリカは目立ちすぎなので弁える必要があり、しかしフランスは裁判長になるには戦時中の役割が小さすぎるし、ソ連はそもそもナチスを裁く権利があるのか怪しい、となればイギリスしかないとのことだった。
その後、1946年9月30日の判決まで裁判長としての職責を勤め上げた。ゲーリングやリッベントロップら12名に死刑、ヘスやシュペーアら7名に禁固刑、シャハトやパーペンら3名に無罪判決を下した。判決の日の翌日にもイギリスへの帰国の途に就いた。無名な裁判官に過ぎなかった彼はこの裁判のおかげで一躍時の人となったが、彼はチヤホヤされることには関心がなかったという。

### ニュルンベルク裁判後
裁判後の1947年1月13日に連合王国貴族「カウンティ・オブ・ウィルトシャーにおけるオークシーのオークシー男爵(Baron Oaksey, of Oaksey in the county of Wiltshire)」に叙され、貴族院議員に列する。1947年から1957年まで常任上訴貴族を務める。余生においては、自身がジャージー牛の品評会長を務めていることに触れることはあっても、ニュルンベルク裁判での話をすることは決してなかったという。
1959年6月25日に兄である第2代トレヴェシン男爵ジョン・ローレンスが男子なく死去したため、第3代トレヴェシン男爵位を継承した。
1971年8月28日に死去。

## 家族
1921年にマージョリー・ロビンソンと結婚し、彼女との間に1男3女を儲けた。
- （長男）ジョン・ジェフリー・ローレンス（英語版）（1929年 - 2012年）- 第4代トレヴェシン男爵・第2代オークシー男爵。
- （長女）エリザベス・ローレンス（1922年 - ）
- （次女）ローザモンド・ローレンス（1924年 - ）
- （三女）ジェニファー・ローレンス（1926年 - 1955年）